# Оксиетира жовтовуса
Оксиетира жовтовуса (Oxyethira flavicornis) — вид комах з родини Hydroptilidae.

## Морфологічні ознаки
Дрібні (2,5–3 мм) комахи, що віддалено нагадують молей, але мають вкриті волосками, дуже вузькі та сильно загострені до вершини крила. Передні гомілки без шпор, середні та задні — з 3 та 4 шпорами, відповідно. Від близьких видів відрізняється дуже довгими, серпоподібно загнутими всередину нижньобічними виростами VIII сегмента черевця самця.

## Поширення
Більша частина Європи (крім Середземномор'я). 
Україна: Львівська (Розточчя); Чернівецька обл. (передгір'я Карпат); Крим (передгір'я).

## Особливості біології
Дає одну генерацію на рік. Личинки — серед заростей у повільно текучих водах, де будують хатинки з секрету. Імаго з’являються у травні–червні. Характер живлення. Личинки — альгофаги, живляться м’якими частинами талому водоростей.

## Загрози та охорона
Спостерігалося зниження чисельності внаслідок деградації місць перебування виду.
Занесений до ЧКУ (1994). Слід контролювати стан популяцій, дослідити можливі місцезнаходження та в разі виявлення виду взяти їх під охорону .